# Borgsjö landsfiskalsdistrikt
Borgsjö landsfiskalsdistrikt var 1918–1964 ett landsfiskalsdistrikt i Västernorrlands län, bildat när Sveriges indelning i landsfiskalsdistrikt trädde i kraft den 1 januari 1918, enligt beslut den 7 september 1917. Den 1 januari 1965 avskaffades i Sverige samtliga landsfiskaler och landsfiskalsdistrikt, och deras arbetsuppgifter delades upp på de nyskapade indelningarna polisdistrikt, åklagardistrikt och kronofogdedistrikt.
Landsfiskalsdistriktet låg under länsstyrelsen i Västernorrlands län.

## Ingående områden
Den 1 januari 1946 utbröts Ånge köping ut ur Borgsjö landskommun.

### Från 1918
- Borgsjö landskommun
- Haverö landskommun

### Från 1946
- Borgsjö landskommun
- Haverö landskommun
- Ånge köping